# Даниэль, Сергей Михайлович
Серге́й Миха́йлович Даниэ́ль (род. 20 ноября 1949, Ленинград, СССР) — советский и российский искусствовед. Доктор искусствоведения (1988), профессор факультета истории искусств Европейского университета в Санкт-Петербурге и Санкт-Петербургского государственного академического института живописи, скульптуры и архитектуры имени И. Е. Репина. Член Союза художников России; член Ассоциации искусствоведов.

## Биография
Родился 20 ноября 1949 году в Ленинграде.
Окончил городскую детскую художественную школу в Ленинграде (1961—1965), Ленинградское художественное училище им. В. А. Серова (1965—1969, квалификация: художник-оформитель), а также с отличием — Институт живописи, скульптуры и архитектуры имени И. Е. Репина при Академии художеств СССР (факультет теории и истории искусств, 1971—1977 с присвоением квалификации искусствоведа. Дипломная работа «Композиционные принципы Пуссена», рук. В. И. Раздольская)
В 1969—1977 годах изучал искусство старых мастеров в Эрмитаже под руководством Г. Я. Длугача. Член неформального творческого объединения «Эрмитаж» (1969—1997). В 1969—1990 годах преподавал в детской художественной школе, одновременно занимаясь живописью и теорией искусств, принимал участие в выставках. В 1970-е годы сблизился с представителями Московско-Тартуской школы.
В 1979 году защитил диссертацию на соискание степени кандидата искусствоведения по теме: «Композиционные принципы Пуссена», в 1988 году — докторскую диссертацию: «Картина классической эпохи. Проблема композиции в западноевропейской живописи XVII века». С 1992 года — ведущий сотрудник Российского института истории искусств. Читал специальные курсы в вузах Петербурга, Москвы, Тарту, Каунаса, а также в Италии и Америке. С 1995 года — профессор Российской академии художеств.
Сфера научных интересов: западноевропейская и русская живопись; библейская иконография; теория изобразительного искусства.

## Научные труды
- Опыт исследования информационной структуры живописного произведения (на материале картины Паоло Веронезе «Обращение Савла»): Тезисы // Сборник статей по вторичным моделирующим системам. — Тарту, 1973. — С. 135—136.
- «Сферическая перспектива» Петрова-Водкина и некоторые вопросы структурно-семиотического анализа иконического текста // Русская филология: Сб. трудов СНО филологического факультета Тартуского гос. ун-та. — [Вып.] V. — Тарту, 1977. — С. 119—132.
- Картина классической эпохи: Проблема композиции в западноевропейской живописи XVII века. — Л.: Искусство, 1986. — 196,[3] с., [12] л. цв. ил.
- Сети для Протея (Памяти Григория Яковлевича Длугача) // Даугава. — 1989. — № 7. — С. 113—121.
- Питер Брейгель. — СПб.: Искусство-СПБ, 1994 (Серия: Библиотека любителя изящных искусств. Цикл «Эпоха Возрождения»). — 29,[7] с.: цв. ил. — ISBN 5-210-01474-6
- В соавт. с: Сереябряная Н. И. Claude Le Lorrain: Peintre de la lumiere / Textes Sergei Daniel, Natalia Serebriannaïa; [trad. Georges Krassowski]. — Bournemouth: Parkstone; Saint-Petersbourg: Aurora, 1995. — 175 p. — ISBN 1-85995-1880
- Форма-Протей (заметки о пластическом мышлении) // Введение в храм: Сб. статей / Под ред. Л. И. Акимовой. — М.: Языки рус. культуры, 1997 (Серия: Язык. Семиотика. Культура). — С. 457—462. — ISBN 5-7859-0008-4
- Статьи: В. М. Васнецов, М. А. Врубель, П. В. Кузнецов, К. С. Петров-Водкин, А. И. Русаков, П. Н. Филонов, М. З. Шагал в:  Русские художники: Энциклопедический словарь. — СПб.: Азбука, 1998. — 862 с.: ил. — ISBN 5-7684-0595-X
- Заметки бывшего студента-заочника (перепечатка воспоминаний о Ю. М. Лотмане) // Вышгород. — 1998. — № 3. — С. 99—102.
- В соавт. с: Григорьев Р. Г. Парадокс Лотмана // Лотман Ю. М. Об искусстве. — СПб.: Искусство–СПБ, 1998. — С. 5—12. — ISBN 5-210-01523-8
- О Лотмане // Лотман Ю. М. Статьи по семиотике культуры и искусства. — СПб.: Академический проект, 2002 (Серия: Мир искусств). — С. 5—14. — ISBN 5-7331-0184-9
- Сети для Протея: Проблемы интерпретации формы в изобразительном искусстве / Рос. ин-т истории искусств. — СПб.: Искусство-СПБ, 2002 (Серия: Территория культуры: искусствознание). — 302, [1] с., [20] л. ил. — ISBN 5-210-01551-3
- Европейский классицизм: Эпоха Пуссена. Эпоха Давида. — СПб.: Азбука-классика, 2003 (Новая история искусства). — 304 с. — ISBN 5-352-00313-2
- Искусство видеть: О творческих способностях восприятия, о языке линий и красок и о воспитании зрителя. — [Изд. 2-е, с изм]. — СПб.: Амфора, 2006. — 203, [3] с., [4] л. цв. ил. — ISBN 5-367-00080-0 Первое изд.: Л., 1990.
- Рембрандт Харменс ван Рейн. Даная. — СПб.: Арка, 2007 (Серия: Тысяча и один шедевр из коллекции Государственного Эрмитажа). — 24 с. — ISBN 978-5-91208-002-9
- Никола Пуссен // Кудрикова С. Ф. Художники Западной Европы: Франция XV—XVIII века: Биографический словарь. — СПб.: Азбука-классика, 2010. — С. 279—286. — ISBN 978-5-9985061-0-9
- Рококо: от Ватто до Фрагонара. — 2-е изд. — СПб.: Азбука-классика, 2010 (Новая история искусства). — 333 с. — ISBN 978-5-352-02074-6 Первое изд.: СПб., 2007.
- Кузьма Петров-Водкин: жизнь и творчество, суждения об искусстве, современники о художнике. — СПб.: Аврора, 2011 (Серия: Искусство России. Золотой запас). — 124, [3] с.: ил., портр., цв. ил. — ISBN 978-5-7300-0906-6
- Музей. — СПб.: Аврора, 2012. — 285, [1] с. : ил. — ISBN 978-5-7300-0855-7
- Статьи разных лет. — СПб.: Европейского ун-та в Санкт-Петербурге, 2013. — 254, [1] с. : ил. — ISBN 978-5-94380-154-9
- Составитель и автор вступительных статей к альбомам, в том числе:
  - Библейские сюжеты: Альбом. — СПб.: Художник России, 1994 (Серия: Русские живописцы XIX в.). — 207 с.: ил. — ISBN 5-7370-0312-4
  - Нидерландская живопись: Две ветви одной кроны. — СПб.: Аврора, 2001 (Серия: Национальные школы живописи). — 287, [1] с.: цв. ил., табл. — ISBN 5-7300-0692-6
  - От иконы до авангарда: Шедевры русской живописи. — СПб.: Азбука, 2000. — 363, [4] с.: цв. ил. — ISBN 5-267-00328-X
  - Рембрандт: [Альбом]. — СПб.: Аврора, [2002] (Серия: Великие мастера живописи). — 158, [1] с.: ил., цв. ил. — ISBN 5 7300 0696 9
  - Русская живопись: между Востоком и Западом: [Альбом]. — СПб.: Аврора, 2003 (Серия: Национальные школы живописи). — 335, [5] с. — ISBN 5-7300-0767-1
  - Французская живопись: Взгляд из России: [Альбом]. — СПб.: Аврора, [2002] (Серия: Национальные школы живописи). — [288] c. — ISBN 5-7300-0713-2
- Автор множества статей в журналах: Искусствознание, Творчество, Художник и других.